# بوتريشيوبسيسيات
البوتريشيوبسيسيات عبارة عن جنس منقرض وجد في العصر الكربوني واستمر إلى العصر البرمي. وهي نباتات وعائية عديمة البذور (سراخس) وتتكاثر عن طريق الأبواغ. ونوع أوراقها خوصي. وتعيش في المناطق الرطبة والمستنقعية.

## الموقع
في البرازيل وجدت الأنواع الأحفورية  بي. بلانتيانوم في نتوء مورو بابال بمدينة ماريانا بيمنتل. بينما وجدت أنواع  بي. فاليديت في نتوء كويتيريا الموجود في بلدية بانتانو جراندى. فضلاً عن وجودها في الحديقة البيولوجية باليوروتا الموجودة في تشكيل ريو بونيتو ويرجع تاريخها إلى العصر السكماري الذي ينتمي إلى العصر البرمي.